# Parkbahn in den Neckarauen
| Parkbahn (2025)   |               |
| Streckenlänge:    | 1,58 km       |
| Spurweite:        | 184 mm 127 mm |
| Maximale Neigung: | 15 ‰          |
| Minimaler Radius: | 12 m          |
|                   |               |
| Quellen:          |               |

Die Parkbahn in den Neckarauen ist eine Parkbahnanlage mit 127 mm (5 Zoll) und 184 mm (7,25 Zoll) Spurweite in Plochingen, die 1998 auf dem Neckarauen, dem Ort, an dem seinerzeit die Landesgartenschau stattfand, errichtet wurde.
Die Strecke ist insgesamt 1,5 Kilometer lang, wovon 1,2 Kilometer regulär befahren werden. Die Fahrzeit beträgt rund 10 Minuten. Im Unterschied zu den meisten anderen Parkbahnen, die nur über ein einfaches Gleisoval verfügen, gibt es bei der Parkbahn in den Neckarauen mehrere ineinander verschachtelte Rundkurse.
Der 1980 gegründete Betreiberverein Dampfbahner Plochingen e.V. besitzt acht Dampflokomotiven, von denen die im Maßstab 1:3 gebaute österreichische U und die Lok Plochingen, ein Nachbau der Lok der Bauart „Heilbronn“, regulär die Besucherzüge ziehen, die von Ostersonntag bis Oktober an jedem Wochenende verkehren.